# Ельтай (Панфиловский район)
Ельтай (каз. Елтай, до 1997 — Пригородное) — упразднённое село в Панфиловском районе Жетысуской области Казахстана. Входило в состав Жаркентской городской администрации.
Основано в 1970 году как плодово-ягодный совхоз. В 2009 году включено в состав города Жаркент.

## Население
По данным 2004 года, в селе проживало примерно 4800 человек. По данным переписи 2009 года, в селе проживало 5087 человек (2471 мужчина и 2616 женщин).